# Коломбаја (Бреша)
Коломбаја је насеље у Италији у округу Бреша, региону Ломбардија.
Према процени из 2011. у насељу је живело 33 становника. Насеље се налази на надморској висини од 156 м.